# Дезе Бурча
Дезе Бурча (угор. Győző Burcsa, нар. 13 березня 1954, Капошвар) — угорський футболіст, що грав на позиції півзахисника.
Виступав, зокрема, за клуби «Відеотон», «Дьйор» та «Осер», а також національну збірну Угорщини.

## Клубна кар'єра
У дорослому футболі дебютував 1973 року виступами за команду клубу «Капошвар», в якій провів три сезони, взявши участь у 30 матчах чемпіонату. 
Своєю грою за цю команду привернув увагу представників тренерського штабу клубу «Відеотон», до складу якого приєднався 1976 року. Відіграв за клуб з Секешфегервара наступні п'ять сезонів своєї ігрової кар'єри. Більшість часу, проведеного у складі «Відеотона», був основним гравцем команди. У складі «Відеотона» був одним з головних бомбардирів команди, маючи середню результативність на рівні 0,39 голу за гру першості.
У 1981 році уклав контракт з клубом «Дьйор», у складі якого провів наступні три роки своєї кар'єри гравця. Граючи у складі «Дьйора» також здебільшого виходив на поле в основному складі команди. В новому клубі був серед найкращих голеодорів, відзначаючись забитим голом в середньому щонайменше у кожній третій грі чемпіонату.
Протягом 1984—1985 років знову захищав кольори команди клубу «Відеотон».
З 1985 року два сезони захищав кольори команди клубу «Осер». Тренерським штабом нового клубу також розглядався як гравець «основи».
Протягом 1987—1988 років захищав кольори команди клубу «Мелюн».
Завершив професійну ігрову кар'єру у клубі «Аррас», за команду якого виступав протягом 1988—1989 років.

## Виступи за збірну
У 1979 році дебютував в офіційних матчах у складі національної збірної Угорщини. Протягом кар'єри у національній команді, яка тривала 9 років, провів у формі головної команди країни 15 матчів, забивши 3 голи.
У складі збірної був учасником чемпіонату світу 1986 року у Мексиці.